# Магштат
Магштат (њем. Magstadt) општина је у њемачкој савезној држави Баден-Виртемберг. Једно је од 25 општинских средишта округа Беблинген. Према процјени из 2010. у општини је живјело 8.849 становника. Посједује регионалну шифру (AGS) 8115029.

## Географски и демографски подаци
Магштат се налази у савезној држави Баден-Виртемберг у округу Беблинген. Општина се налази на надморској висини од 427 метара. Површина општине износи 19,1 km². У самом мјесту је, према процјени из 2010. године, живјело 8.849 становника. Просјечна густина становништва износи 463 становника/km².